# Szundzsong koreai császár
Szundzsong (Sunjong) (Szöul (Seoul), 1874. március 25. – Szöul (Seoul), 1926. április 25.), hangul: 순종, handzsa (hanja): 純宗, Korea utolsó császára (1907–1910). Csoszon (Joseon) I (Yi)-dinasztiájának tagja.

## Élete
Kodzsong (Gojong) koreai császár és Mjongszong (Myeongseong) koreai császárné egyetlen, felnőttkort elért gyermeke. Édesanyját, aki a japánok szemében szálka volt annak nagy hatalma és a férjére tett erős befolyása okán, bérgyilkosokkal meggyilkoltatták éjszaka, álmában törve rá 1895. október 8-án. Férje és fia pedig az orosz követségre menekült ekkor, és majdnem egy évig ott is tartózkodtak.
1898. szeptemberében a japánoknak tulajdonított „kávémérgezési összeesküvést” sikerült élve megúsznia mind neki, mind pedig az apjának, de a trónörökös maradandó károsodásokat szenvedett, és ennek következtében impotenssé vált, ami a dinasztiára nagy csapást jelentett, hiszen csak törvényes utódok örökölhették a trónt, mert ekkor még Szundzsong császár házasságon kívül született féltestvérei is ki voltak zárva a trónöröklésből.
Kodzsong (Gojong) császár 1907-ben az akkor ülésező második hágai békekonferencián titkos küldöttei útján megpróbált segítséget kérni a nyugati hatalmaktól az egyre erősödő japán befolyás megakadályozására, ám az ügy kitudódott, ezért 1907. július 20-án lemondatták a trónról az agg császárt fia, Szundzsong (Sunjong) javára. 1910. augusztus 29-én végül a japánok őt is elmozdították a trónról, és annektálták Koreát, és a japán császárok felvették a Korea császára címet. A koreai császári család tagjait, japánosították, japán szokások folytatására kötelezték őket, és sokukat Japánba internáltak, ahol japán nemesség tagjaival házasították össze. Ezzel megkezdődött Korea 1945-ig tartó japán gyarmatosítása.

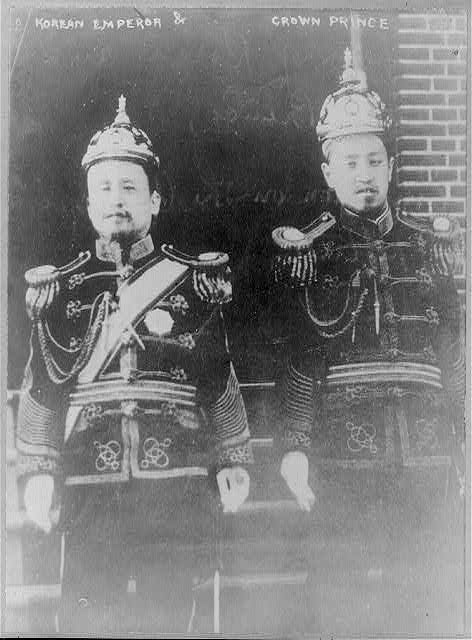

1910-től hivatalosan ő maradt a császári ház feje. 1926. április 25-én halt meg Szöul (Seoul)ban. Ekkor ifjabb öccse, az 1907-től trónörökös I Un (Yi Eun) (1897–1970) herceg követte a császári ház fejeként, akit Nasimoto Maszako japán hercegnővel házasítottak össze 1920. április 28-án, és két fiuk született.
Szundzsong (Sunjong) első felesége Min trónörökösné (1872–1904) volt, Min Teho (Min Dae-ho) gróf lánya, akivel 1882. november 20-án keltek egybe, de a trónörökösné még férje uralkodása előtt, 1904-ben meghalt, ezért 1907-ben, özvegye trónra lépésekor posztumusz császárnéi címet kapott. Második feleségével, Jun (Yun) császárnéval (1894–1966), aki Jun Thegjong (Yun Taek-yeong) őrgróf, udvarmester és főkamarás lánya volt, 1907. január 24-én házasodtak össze. Ő pár hónappal később, 1907. július 20-án, császárrá kiáltásakor valóban elnyerte a császárnéi rangot. Állítólagos impotenciája miatt, melyet 24 évesen a kávémérgezési összeesküvés következtében szerzett, egyik házasságából és házasságon kívüli kapcsolatból sem születtek gyermekei.

## A trónörökös magyar szemmel
Vay Péter misszionárius 1906-ban a következő visszaemlékezést tette a koreai császárral, Kodzsonggal (Gojonggal) való találkozásakor, amikor az akkor még trónörökös Szundzsong (Sunjong) is láthatta apja mellett (a következő szöveg korabeli helyesírással íródott, így némileg eltér a mai változattól):
|  | „„Közvetlenül a császár mellett állt a trónörökös, aki alig több harminc évesnél. Túlmagas és nehézkes férfi, egykedvű és lethargikus minden mozdulata. Nagyon csekély érdeklődést mutat minden iránt, ami az udvari élet légkörén kívül esik, és aligha van hajlama új eszmék befogadására. Nős, de családja nincsen. Van azonban egy öccse, aki mindenben merő ellentéte. Arca derült, ő maga ügyes, mozgékony és a palota nyomasztó légköre helyett inkább a távol országok friss levegőjét keresi. Jelenleg az Egyesült Államokban tartózkodik, szorgalmasan dolgozik, tanul, tudást, tapasztalatokat gyűjt, elsajátítja a kormányzás művészetét, ami, úgy lehet, és ő is ezt reméli, egykor még hasznára lehet neki és hazájának. A császár és a trónörökös között egy óriás sötét alakja áll és komor fekete árnyékot vet reájuk. Arca durva; de mindenre figyel, és szemével követi mindazt, ami körülötte történik. Ő a palota fő eunuch-ja, előkelő személyiség és nagy befolyással biró ember. A kamarások és hercegek kísérik el hordszékeinket, amikor távozom. Bucsuzáskor megállapodunk, hogy holnap megmutatják nekem az ősök csarnokát és nehány nyilvános épületet. Meg kell említenem, hogy valamennyien nagyon udvariasak és hogy szivesen állanak szolgálatomra mindenben, amiről azt hiszik, hogy hasznát vehetem.” (Szöul (Seoul), 1902. november)” |
|  | |